# Oxyde de rhénium(VII)
Pour les articles homonymes, voir Oxyde de rhénium.
L'oxyde de rhénium(VII) est le composé inorganique de formule Re2O7. Ce solide jaunâtre est l'anhydride de l'acide perrhénique HReO4 soit Re2O7.2H2O. Re2O7 est la matière première brute pour tous les composés du rhénium, étant la fraction volatile obtenue lors du grillage du minerai hôte.

## Synthèse et réactions
L'oxyde de rhénium(VII) se forme lorsque du rhénium ou ses oxydes ou sulfures sont oxydés à 500-700 °C dans l'air.
Re2O7 réagit fortement avec l'eau. Il se dissout dans l'eau pour donner l'acide perrhénique. C'est le précurseur du trioxyde de méthylrhénium ("MTO"), un catalyseur d'oxydation.

## Structure
L'oxyde de rhénium(VII) cristallise dans le système orthorhombique avec le groupe d'espace P212121 (no  19). Les paramètres du réseau sont a = 1250 pm, b = 1520 pm et c = 540 pm. Dans le cristal, l'oxyde de rhénium(VII) forme des tétraèdres ReO4 et des octaèdres ReO6, qui alternent les uns avec les autres et sont reliés par les angles. Re2O7 cristallin est donc un polymère inorganique, constitué de centres Re octaédriques et tétraédriques alternés. Lors du chauffage, le polymère craque pour donner Re2O7 moléculaire (non polymérique). Cette espèce moléculaire ressemble étroitement à l'heptoxyde de dimanganèse, étant constituée d'une paire de tétraèdres ReO4 qui partagent une arête, i.e., O3Re-O-ReO3.

## Catalyseur d'hydrogénation
L'oxyde de rhénium(VII) est utilisé en synthèse organique comme catalyseur pour l'éthénolyse, la réduction des carbonyles et la réduction des amides.